# Natalia Otko
Natalia Otko (ur. 1969 Lwów) – polska poetka i tłumaczka.

## Życie
W rodzinnym mieście mieszka do dzisiaj. Pisze w języku polskim. Pracuje w Muzeum Sztuki Artyzmu Książki Ukraińskiej (Музей мистецтва давньої української книги) we Lwowie.

## Nagrody i wyróżnienia
Jest laureatką m.in. Konkursu Literackiego im. Kazimierza Wierzyńskiego dla Polaków na Ukrainie (1995) i I nagrody festiwalu poetyckiego Wąglany 1999 dla polskojęzycznych twórców zamieszkałych poza granicami Polski.

## Twórczość
Debiutowała w 1997 zbiorem Jestem.... Druga książka, Mitogramy, ukazała się najpierw w 1999 w lwowskim wydawnictwie Kameniar, a następnie (2000) przedrukowana została w Polsce.  W 2005 ukazał się we Lwowie tom Słowa dla wiatru i fletu.  Ponadto utwory poetki ukazywały się w pismach i antologiach (m.in. Warszawskie skrzyżowanie, 2007).
Wiersze Otko mocno związane są z historią, architekturą, ludźmi i teraźniejszością jej rodzinnego miasta.
Poezja Otko spotkała się z bardzo pozytywnymi ocenami polskiej krytyki literackiej.

## Literatura
- Leszek Engelking, Nowa wyspa [o książce Natalii Otko, Jestem...]. “Przegląd Artystyczno-Literacki” 1998, nr 1-2
- Leszek Engelking, Tryumf konkretu [o książce Natalii Otko, Mitogramy]. “Nowe Książki” 1999, nr 9